# Tanimireche
Tanimireche är en ort i Mexiko.   Den ligger i kommunen Chucándiro och delstaten Michoacán de Ocampo, i den centrala delen av landet, 240 km väster om huvudstaden Mexico City. Tanimireche ligger 1 966 meter över havet och antalet invånare är 112.
Terrängen runt Tanimireche är huvudsakligen kuperad. Tanimireche ligger nere i en dal. Runt Tanimireche är det ganska tätbefolkat, med 207 invånare per kvadratkilometer. Närmaste större samhälle är Huandacareo, 16,9 km nordost om Tanimireche. I omgivningarna runt Tanimireche växer huvudsakligen savannskog.